# Сойри, Пюрю
Пюрю Сойри (фин. Pyry Soiri; родился 22 сентября 1994 года, Таммисаари, Финляндия) — финский футболист, полузащитник румынского клуба Университатя (Крайова) и сборной Финляндии.

## Клубная карьера

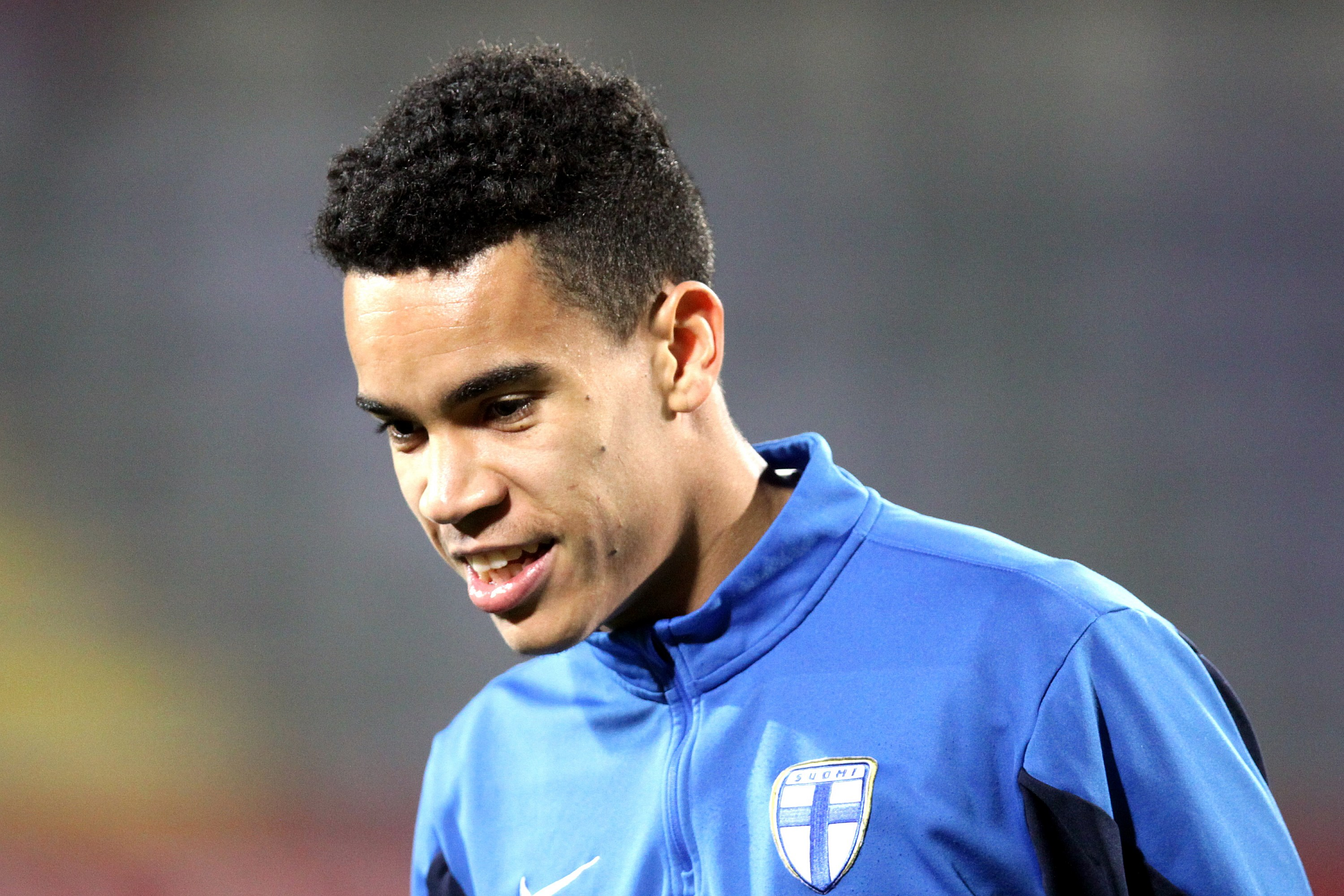
Сойри в составе сборной Финляндии

Сойри — воспитанник клуба МюПа-47. 19 апреля 2012 года в матче против «Яро» он дебютировал в Вейккауслиге. В том же году для получения игровой практики Пюрю на правах аренды выступал за ЯаПС и КТП. В начале 2013 года он вернулся в МюПа-47. 16 сентября в поединке против «Мариехамна» Сойри забил свой первый гол за клуб.
В начале 2015 года Пюрю перешёл в ВПС. 23 апреля в матче против КуПС он дебютировал за новую команду. 12 июля в поединке против «Яро» Сойри забил свой первый гол за ВПС.
В начале 2017 года Пюрю перешёл в «Шахтёр» из Солигорска. 2 апреля в матче против «Городеи» он дебютировал в чемпионате Беларуси. 22 апреля в поединке против брестского «Динамо» Сойри забил свой первый гол за «Шахтёр».
В августе 2018 года перешёл в австрийский «Адмира Ваккер Мёдлинг».
18 июня 2019 года датский «Эсбьерг» объявил о подписании контракта с Сойри.

## Международная карьера
6 октября 2017 года в отборочном матче чемпионата мира 2018 против сборной Хорватии Сойри дебютировал за сборную Финляндии. В этом же поединке он забил свой первый гол за национальную команду.

### Голы за сборную Финляндии
| #   | Дата           | Место                              | Противник | Счёт | Результат | Соревнование                     |
| --- | -------------- | ---------------------------------- | --------- | ---- | --------- | -------------------------------- |
| 01. | 6 октября 2017 | Райвича, Риека, Хорватия           | Хорватия  | 1:1  | 1:1       | Чемпионат мира 2018 квалификация |
| 02. | 9 ноября 2017  | Сонера, Хельсинки, Финляндия       | Эстония   | 1:0  | 3:0       | Товарищеский матч                |
| 03. | 26 марта 2018  | Глория Гольф Ресорт, Белек, Турция | Мальта    | 4:0  | 4:0       | Товарищеский матч                |

## Личная жизнь
Отец Сойри — намибиец, а мать — финка, большую часть своего детства он провёл в Африке.